# Образовни софтвер
Под појмом образовног софтверa подразумевају се готови рачунарски програми који се могу користити у оквиру садржаја наставе, али и програми који помажу и усмеравају индивидуалну фазу учења. Класификација образовног софтвера је предмет интересовања многих стручњака у свету. Како постоји велики број ових класификација и како се великом брзином развијају нове верзије и решења, сасвим је јасно због чега ниједна од њих није коначна. Различити аутори образовни рачунарски софтвер класификују према разним основама. Међутим, у свим класификацијама аутори за критеријуме узимају типове модела, структуру и функцију образовног софтвера. То су:
– педагошко-психолошки критеријуми (функције у процесу образовања);
– кибернетички критеријуми (самосталност у управљању);
– информатичко-рачунарски критеријуми (начини коришћења компјутера);
– дидактичко-методички критеријуми (мето - де учења);
– класификација по предметима наука;

## Ефикасност образовног софтвера
Данас је ученицима омогућено да уче помоћу компјутера, путем мреже, доступна им је интерактивна настава на даљину. Мења се положај актера у наставном процесу – наставник постаје управљач и регулатор тока информација, организатор и водитељ, а ученик активни учесник, наставников сарадник, понекад и креатор процеса наставе и учења. Створили су се услови у којима информациона и комуникациона технологија у реалном времену, на захтев ученика, могу индивидуализовати наставу. У оваквим условима ученици су марљивији, боље памте наставне садржаје, активнији су, брже стичу знања, размишљају, анализирају, закључују, истражују, откривају, решавају проблеме. Интерактивни електронски извори информација данас постају драгоцени материјал за ученике и наставнике. Помоћу њих се може прилагодити темпо, редослед, садржај, као и методе наставног процеса, у циљу бољег уклапања у учеников стил и начин учења, интересе и циљеве. На крају, могућности наставе подржане информационом технологијом, у односу на традиционалну наставу у учионици, могу приближити, па чак и надмашити ефикасност наставе која се одвија са живим учитељем.